# 南丰州 (唐朝)
南丰州，中国唐朝时设置的州。
武德元年（618年）以郧乡县和安福县设置南丰州，治所在郧乡县（今湖北省郧县），并置堵阳县、黄沙县、白沙县、固城县四县。武德八年（625年），省黄沙县、白沙县和固城县，同年废南丰州。以郧乡县、安福县、堵阳县隶淅州。贞观元年（627年），省安福县、堵阳县入郧乡县。